# Hi Bye, Mama!
Hi Bye, Mama! (하이바이, 마마!, RR Haibai, Mama!‚ Hallo Tschüss, Mama!) ist eine südkoreanische Fernsehserie mit Kim Tae-hee, Lee Kyu-hyung und Go Bo-gyeol. Sie besteht aus 16 Episoden und wurde vom 22. Februar bis 19. April 2020 auf tvN ausgestrahlt.

## Handlung
Cha Yu-ri ist ein Geist, seit sie vor fünf Jahren bei einem tragischen Unfall ums Leben kam. Durch ein Reinkarnationsprojekt erhält sie die Möglichkeit, wieder menschlich zu werden, wenn es ihr gelingt, innerhalb von 49 Tagen zu ihrem Platz zurückzukehren. Ihr Ehemann ist jedoch wieder verheiratet.

## Besetzung
- Kim Tae-hee als Cha Yu-ri
- Lee Kyu-hyung als Cho Gang-hwa
- Go Bo-gyeol als Oh Min-jung

## Einschaltquoten
| Folge | Ausstrahlungsdatum | Einschaltquote | Einschaltquote |
| Folge | Ausstrahlungsdatum | AGB Nielsen    | AGB Nielsen    |
| Folge | Ausstrahlungsdatum | landesweit     | Seoul          |
| ----- | ------------------ | -------------- | -------------- |
| 1     | 22. Februar 2020   | 5,895 %        | 6,209 %        |
| 2     | 23. Februar 2020   | 6,111 %        | 6,220 %        |
| 3     | 29. Februar 2020   | 5,373 %        | 5,384 %        |
| 4     | 1. März 2020       | 6,519 %        | 6,793 %        |
| 5     | 7. März 2020       | 5,663 %        | 5,971 %        |
| 6     | 8. März 2020       | 5,769 %        | 5,745 %        |
| 7     | 14. März 2020      | 6,101 %        | 5,958 %        |
| 8     | 15. März 2020      | 5,428 %        | 5,550 %        |
| 9     | 21. März 2020      | 5,859 %        | 6,122 %        |
| 10    | 22. März 2020      | 5,431 %        | 5,930 %        |
| 11    | 28. März 2020      | 5,324 %        | 6,025 %        |
| 12    | 29. März 2020      | 5,227 %        | 5,517 %        |
| 13    | 11. April 2020     | 4,707 %        | 5,086 %        |
| 14    | 12. April 2020     | 4,226 %        | 4,460 %        |
| 15    | 18. April 2020     | 4,795 %        | 5,178 %        |
| 16    | 19. April 2020     | 5,133 %        | 5,737 %        |